# Sabirkənd (Ordubad)
Sabirkənd è un comune dell'Azerbaigian situato nel distretto di Ordubad.